# Eduard Heinrich Knackfuss

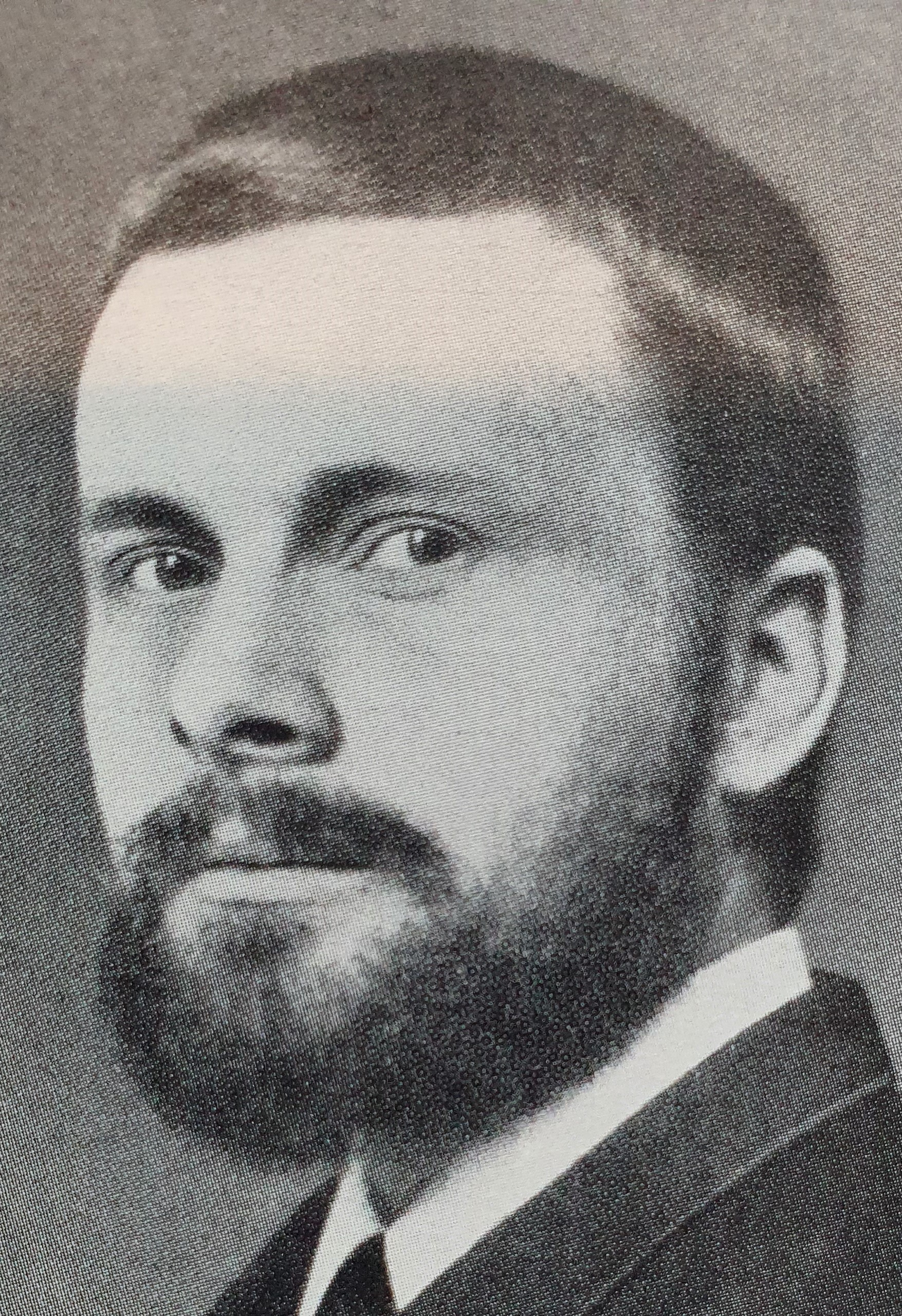
Eduard Knackfuss (Selbstporträt)

Eduard Heinrich Knackfuss OP (* 20. Oktober 1855 auf Haus Wissem; † 21. September 1945 in Warburg; Ordensname Lucas) war ein deutscher Dominikaner, katholischer Priester und Maler.

## Herkunft
Sein Großvater war der preußische Generalmajor Friedrich Ludwig Karl Knackfuß (1772–1842). Seine Eltern waren Ambrosius Eduard Knackfuß (1823–1893) und dessen Ehefrau Bernhardine von Martial (1823–1883). Der Vater war als Rentmeister tätig auf Haus Wissem für Clemens von Loë, in Dalheim für Rudolf von Schaesberg und auf Burg Eltz, wo er am 19. Juni 1883 gestorben ist. Brüder von Eduard Heinrich waren der Bauforscher Hubert Knackfuß und der Maler Hermann Knackfuß.

## Leben und Wirken
Eduard Knackfuss wurde nach Angaben in seiner Autobiographie geboren „am 19. Oktober 1855 auf Haus Wissem bei Troisdorf, wo mein Vater zu der Zeit die Stelle eines Rentmeisters bei dem Baron von Loë innehatte“. Nach Kindheit in Troisdorf und Dalheim, sowie Gymnasialzeit in Düsseldorf absolvierte Knackfuss ab 1873 eine Ausbildung an der Düsseldorfer Kunstakademie bei Eduard Gebhardt, Wilhelm Sohn, Peter Janssen d. Ä.
Angeregt durch Kontakt zu den Düsseldorfer Dominikanern, trat Knackfuss 1888 in Venlo in den Dominikanerorden ein (Profess 1889, Priesterweihe 1893). Er war Zeichenlehrer am Collegium Albertinum der Dominikaner in Venlo und beteiligte sich an der Neugründung des Dominikanerklosters Heilig Kreuz in Köln (1902–1904). Viele seiner Kölner Altarbilder wurden im Zweiten Weltkrieg mit der Kirche zerstört. Von 1941 bis zum Tod lebte er im Dominikanerkloster Warburg.

## Publikationen
- Rosenkranz. Albertus-Magnus-Verlag, Vechta 1910
- Louis Feldmann. In: Die christliche Kunst. 8. Jahrgang (1911/1912), Gesellschaft für Christliche Kunst, München 1912, S. 321–342 (Textarchiv – Internet Archive).
- Führer durch die Heilig-Kreuz-Kirche der Dominikaner zu Köln. Albertus-Magnus Verlag, Vechta 1923.
- Die Wege der Seligkeit. Albertus Magnus Verlag, Vechta 1927.
- In der Schule der ewigen Weisheit. Betrachtungen über die Nachfolge Christi für Ordensleute. Verlag Hermann Rauch, Wiesbaden 1927.
- Gottes Bild im Spiegel der Welt. Albertus Magnus Verlag, Vechta 1933.
- Ein Trostbuch. Albertus Magnus Verlag, Vechta 1935.

## Malerisches Werk

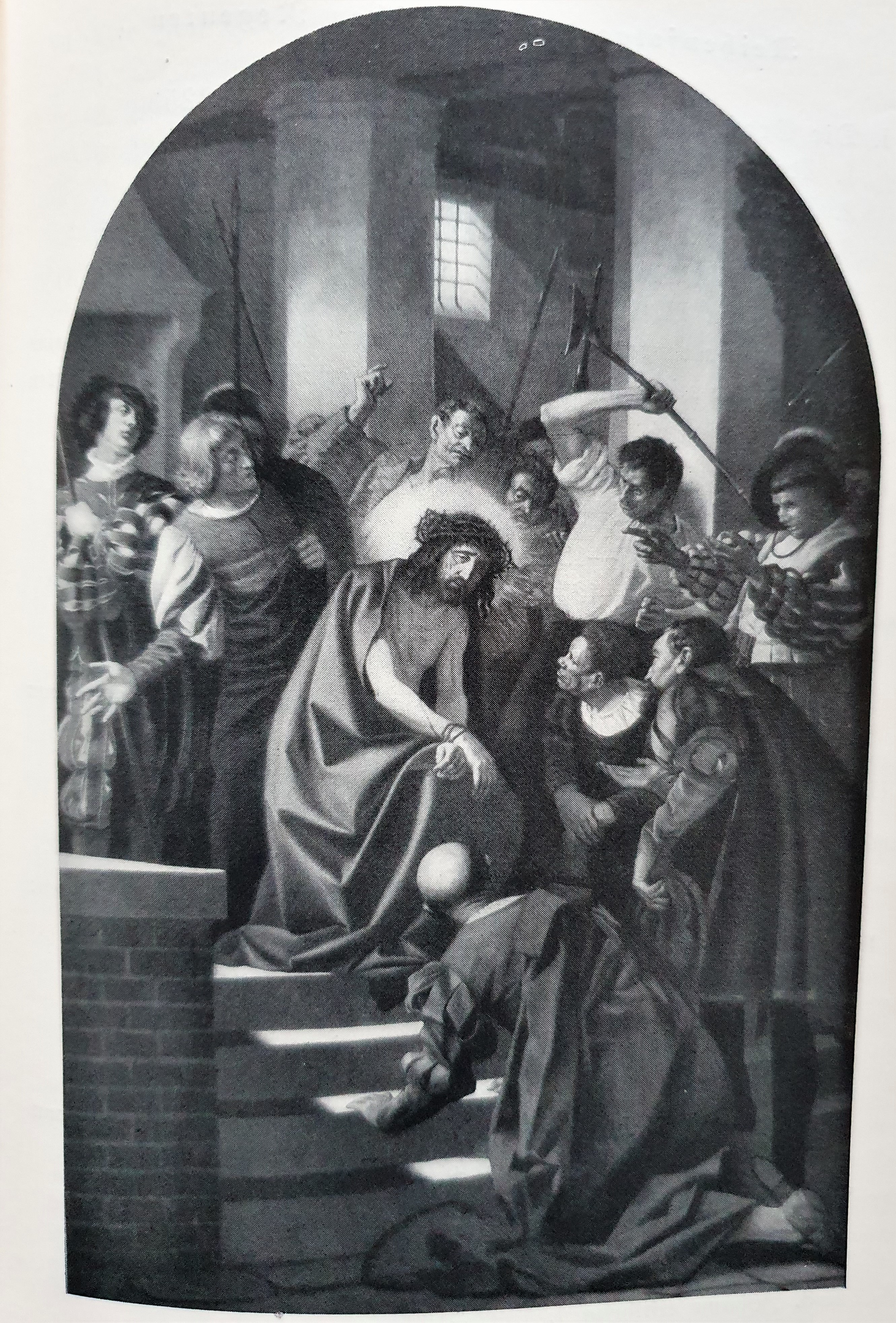
Dornenkrönung und Verspottung Christi (1929)

- Burg Eltz, Ausmalung der Schreibstube im Rübenacher Haus (1881)[9]
- Gemälde Das Porträt (etwa 1885)[4]
- Gemälde Ein interessantes Kapitel. Ratsherr, in ein Buch vertieft, am Fenster einer Stube sitzend (etwa 1887)[4][10][11]
- Gemälde Aus der Legende der Heiligen Elisabeth (etwa 1890)[12]
- Dominikanerkloster Heilig Kreuz Köln[13]
  - Altarbilder in der neugotischen Kirche – im Krieg zerstört (1902 bis 1904)
  - Gemälde Ordinis predicatorum labores et glorias (1915)
  - Vinzenz-Ferrer-Flügelaltar (1919)[14]
  - Gemälde Dornenkrönung und Verspottung Christi (1929)[4]
- St. Paulus (Worms), Kreuzweg im Westwerk (um 1935)[15][16]